# Harlich H. Stavemann
Harlich H. Stavemann (* 1950) ist ein deutscher Sachbuchautor und Psychologe. Er lebt in Hamburg.

## Leben
Harlich H. Stavemann studierte von 1970 bis 1979 Betriebswirtschaftslehre und Psychologie an der Universität Hamburg. Seine Promotion legte er 2002 in Psychologie an der Eberhard Karls Universität Tübingen ab. Ein Fokus seiner Forschung liegt in den Themenbereichen Suizid und Suizidprävention, ein anderer in der Fortentwicklung der Kognitiven Verhaltenstherapie. Dabei entwickelt er 2014 die Problemorientierte Kognitive Psychodiagnostik und formuliert die Integrative Kognitive Verhaltenstherapie.
Infolge seiner Ausbildung in Verhaltenstherapie, Gesprächspsychotherapie, Kognitiver Verhaltenstherapie und rational-emotiver Therapie arbeitet er seit 1979 als Psychotherapeut. Seit 1984 arbeitet er als Fortbildungsleiter, Lehrtherapeut und Supervisor für Verhaltenstherapie und Kognitive Verhaltenstherapie sowie für die Approbation in Verhaltenstherapie. Er ist Mitbegründer und Direktor des Instituts für Integrative Verhaltenstherapie (IVT). Stavemann ist approbiert für Kinder, Jugendliche und Erwachsene in Einzel- und Gruppenbehandlung.

## Bücher (Auswahl)
- Harlich H. Stavemann: Meine Gedanken machen mich krank. Swets & Zeitlinger, Lisse 1982, ISBN 978-90-265-0421-1.
- Harlich H. Stavemann: Emotionale Turbulenzen. Kognitive Verhaltenstherapie von Angst, Aggression, Depression und Verzweiflung. Beltz, Weinheim 1995, ISBN 978-3-621-27277-3.
- Harlich H. Stavemann: Im Gefühlsdschungel. Emotionale Krisen verstehen und bewältigen. Beltz, Weinheim 2001, ISBN 978-3-621-27630-6.
- Harlich H. Stavemann: Sokratische Gesprächsführung in Therapie und Beratung. Beltz, Weinheim 2002, ISBN 978-3-621-27929-1.
- Harlich H. Stavemann, Yvonne Hülsner: Der Blick hinter das Symptom: Problemorientierte Kognitive Psychodiagnostik und abgeleitete Behandlungspläne. Beltz, Weinheim 2014, ISBN 978-3-621-28141-6.
- Harlich H. Stavemann: Lebensziele in Therapie und Beratung: Sinn- und Wertefragen klären, Handlungsziele bestimmen. 2. Auflage. Beltz, Weinheim 2017, ISBN 978-3-621-28444-8.
- Harlich H. Stavemann, Wiebke Bergmann: Auf ins Leben! Wie Kinder lernen, selbstsicher, motiviert und zuversichtlich zu sein. dgvt-Verlag, Tübingen 2019, ISBN 978-3-87159-230-0.
- Harlich H. Stavemann: Integrative KVT. 6. Auflage. Beltz, Weinheim 2023, ISBN 978-3-621-28994-8.
- Harlich H. Stavemann, Angelika Luppen: Integrative Kognitive Verhaltenstherapie (IKVT) in der Neuropsychologie. dgvt-Verlag, Tübingen 2023, ISBN 978-3-87159-165-5.